# Chiesa di Sant'Eufemia (Milano)
La chiesa di Sant'Eufemia, da non confondere con la basilica di Sant'Eufemia, era una chiesa di Milano. Situata in via Durini, fu demolita tra la fine del XVII secolo e l'inizio del XVIII secolo.

## Storia e descrizione
La chiesa era situata a fianco di Palazzo Durini: della chiesa non sono tramandate molte informazioni e viene descritta come "troppo angusta e senza veruno ornamento". Il Latuada scrive che nel XVII secolo la chiesa venne generalmente "ampliata". A cavallo tra il XVII secolo e il XVIII secolo la chiesa non riusciva più ad assolvere ai bisogni della confraternita lì presente, chiamata popolarmente dei Padri della Crocetanè (dal colore della croce che tali religiosi portavano sulla tunica): fu commissionata quindi una chiesa più grande e maestosa a poche centinaia di metri dal sito originario, che prese il nome di Santa Maria della Sanità.